# Бріксен-ім-Тале
Бріксен-ім-Тале (нім. Brixen im Thale) — містечко й громада округу Кіцбюель у землі Тіроль, Австрія.
Бріксен-ім-Тале лежить на висоті  794 над рівнем моря і займає площу  31,38 км². Громада налічує 2673 мешканців. 
Густота населення 85/км².  
Бріксен-ін-Тале розташований за 10 км на захід від Кіцбюеля в Кіцбюельських Альпах. На північ від нього лежить хребет Високий Сальве.  
|                                          |
| Бріксен-ім-Тале на мапі округу та землі. |

 Адреса управління громади: Dorfstraße 93, 6364 Brixen im Thale. 

## Демографія
Історична динаміка населення міста за даними сайту Statistik Austria